# Iso Harjujärvi
Iso Harjujärvi och Pieni Harjujärvi, eller Harjujärvet är sjöar i Finland. De ligger i kommunen Muonio i landskapet Lappland, i den norra delen av landet, 800 km norr om huvudstaden Helsingfors. Harjujärvet ligger 247,1 meter över havet. Arean är 22,8 hektar och strandlinjen är 2,65 kilometer lång. Sjön  ingår i Torne älvs huvudavrinningsområde. 